# José Alonso
José Alonso (Cidade do México, 18 de novembro de 1947) é um ator mexicano de cinema e televisão.

## Carreira

### Telenovelas
- Así en el barrio como en el cielo (2015) .... Expedito López López[2]
- Los Rey (2012-2013) .... Pedro Malvido
- A corazón abierto (2012) .... Don Gualberto
- Vidas robadas (2010) .... Antonio Fernández Vidal
- Pasión Morena (2009) .... Adolfo Rueda
- Alma legal (2008) .... Víctor
- Montecristo (2006) .... Horacio Díaz Herrera
- Machos (2005) .... Gabino Molino
- La hija del jardinero (2003-2004) .... Fernando Alcántara
- El país de las mujeres (2002) .... Don Lucio
- Lo que es el amor (2001) .... Fausto Ocampo
- Tío Alberto (2000) .... Enrique Sotomayor
- Háblame de amor (1999) .... Guillermo Toledo
- La casa del naranjo (1998) .... Luis
- La chacala (1997-1998) .... Padre Isaías
- Rivales por accidente (1997) .... Vladimiro
- Con toda el alma (1995) .... Ítalo Linares
- Alcanzar una estrella II (1991) .... Leonardo Lascuráin
- La casa al final de la calle (1989) .... Bronski
- Tal como somos (1987-1988) .... Ángel Cisneros
- El precio de la fama (1987) .... Sergio Ferrer
- Senda de gloria (1987) .... Héctor Álvarez
- Monte calvario (1986).... Octavio Montero
- Abandonada (1985) .... Ernesto
- Gabriel y Gabriela (1982) .... Renato Reyes
- Una limosna de amor (1981) .... Luis Alfonso
- Colorina (1980-1981) .... Iván
- El árabe (1980) .... Ernesto Illinworth
- Amor prohibido (1979) .... Manuel
- Pasiones encendidas (1978)
- Cartas para una víctima (1978)
- Mundos opuestos (1976) .... José Alberto de la Mora
- El milagro de vivir (1975).... Héctor Alvarado
- Cartas sin destino (1973) .... Fabián
- La tierra (1973) .... Alberto
- El carruaje (1972) .... Carlos
- Las fieras (1972) .... Jean Brisson
- Las máscaras (1971) .... Gaspar
- El mariachi (1970) .... Refugio
- Rosario (1969)
- Los Caudillos (1968) .... Mina
- Mi maestro (1968)
- Simplesmente vivir (1968)
- Cárcel de mujeres (1968)
- Un grito en la obscuridad (1968) .... Héctor
- Leyendas de México (1968)
- Cuna vacía (1967)
- Amor sublime (1967)

### Cinema
- Tajimara, (1965).
- El día de las madres, (1969).
- Trampa para un cadáver, (1969).
- Paula, (1969).
- Las bestias jóvenes, (1970).
- Fallaste corazón, (1970).
- La agonía de ser madre, (1970).
- Las hermanas, (1971).
- Tómalo como quieras, (1971).
- Las reglas del juego, (1971).
- Intimidades de una secretaria, (1971).
- Papa en onda, (1971).
- Una vez en la noche, (1971).
- La derrota, (1973).
- Los cachorros, (1973).
- El hombre desnudo, (1976).
- Los albañiles, (1976).
- Mina, tiempo de libertad, (1977).
- Naufragio, (1978).
- María de mi corazón, (1979).
- En la trampa, (1979).
- Amor libre, (1979).
- El vuelo de la cigüeña, (1979).
- Complot Petróleo: La cabeza de la hidra, (1981).
- El gran mogollón, (1982).
- La fuga de Carrasco, (1983).
- Motel, (1984).
- Pesadilla, (1985).
- Playa prohibida, (1985)... como Carlos Cuevas.
- Trazos en blanco, (1985).
- El misterio de la casa abandonada, (1987).
- Sandino, (1990).
- La tarea, (1991).
- El bulto, (1992).
- Anoche soñé contigo, (1992).
- Fray Bartolomé de las Casas, (1993).
- Bodas negras, (1994).
- Magnicidio, (1995).
- Mujeres insumisas, (1995).
- Mujeres infieles, (1995).
- La ley de las mujeres, (1995).
- Crisis, (1998).
- Crónica de un desayuno, (1999).
- Blind heart, (2002).
- Corazón de melón, (2003).
- La gran sangre, (2007).
- El garabato, (2008).
- Kada kien su karma, (2008).
- Ángel caído, (2009).

## Prêmios e Indicações

### Prêmio TVyNovelas
| Ano  | Categoria               | Telenovela                   | Resultado |
| ---- | ----------------------- | ---------------------------- | --------- |
| 1987 | Melhor ator antagonista | Monte calvario               | Nomeado   |
| 1990 | Melhor ator antagonista | La casa al final de la calle | Nomeado   |

### Prêmios Ariel del Plata
| Ano  | Categoria                   | Filme                  | Resultado |
| ---- | --------------------------- | ---------------------- | --------- |
| 1992 | Melhor Atuação Masculina    | La tarea               | Nomeado   |
| 1996 | Melhor Ator                 | Mujeres insumisas      | Nomeado   |
| 2001 | Melhor Co-atuação Masculina | Crónica de un desayuno | Ganhador  |

### Prêmios La Diosa del Plata
| Ano  | Categoria                   | Filme      | Resultado |
| ---- | --------------------------- | ---------- | --------- |
| 1978 | Melhor Co-atuação Masculina | Amor libre | Ganhador  |